# Qayrat Akademïya FK
Qayrat Akademïya FK (Kazachs Қайрат Академия ФК) is een voetbalclub uit de Kazachse stad Almaty.
In 2010 werd club opgericht onder de naam Cesna FK Almatı, die teruggreep naar de oorspronkelijke naam van FC Almaty. Voor het seizoen 2012 werd de ploeg aangekocht door Qayrat FK Almatı en nam dat jaar onder de naam Qayrat Akademïya FK (Kazachs Қайрат Академия ФК) deel aan de Pervoj-Liga. In de officiële clubnaam is bewust geen plaatsnaam terug te vinden, want hoewel de ploeg formeel als opleidingsinstituut voor c.q. tweede elftal van Qayrat geldt, wil de leiding een regionale uitstraling hebben.

## Naamsveranderingen
Alle naamswijzigingen van de club op een rijtje:
| Jaar (Datum) | Nieuwe naam (Russisch: Nederlandse transcriptie) (Kazachs: Qaydar-transcriptie) | Nieuwe Russische naam (t/m 1991) | Nieuwe Kazachse naam (vanaf 1992) |
| ------------ | ------------------------------------------------------------------------------- | -------------------------------- | --------------------------------- |
| 2010         | Cesna FK Almatı                                                                 |                                  | Цесна ФК Алматы                   |
| 2012         | Qayrat Akademïya FK                                                             |                                  | Қайрат Академия ФК                |